# Xenobatrachus anorbis
Xenorhina anorbis là một loài ếch trong họ Nhái bầu.
Nó được tìm thấy ở Tây Papua ở Indonesia và Papua New Guinea.
Các môi trường sống tự nhiên của chúng là các khu rừng vùng núi ẩm nhiệt đới hoặc cận nhiệt đới, đầm nước, và vườn nông thôn. Loài này đang bị đe dọa do mất môi trường sống.